# Moment sismique
Pour les articles homonymes, voir Moment.
Le moment sismique est une mesure de la force d'un séisme. Depuis les années 1960, les sismologues préfèrent cette mesure à la magnitude sismique car le moment sismique est directement lié aux paramètres de la source sismique.
Ce concept est introduit par Vvedenskaya en 1956 et repris ensuite par Keiiti Aki. Puisqu'un tremblement de terre observé à grande distance (là où le séisme peut être assimilé à un point dans l'espace) a une émission d'énergie comparable à celui d'un double couple de forces, sa grandeur peut être définie par un moment, souvent noté {\displaystyle M_{0}}.
Ce moment est relié à la source par la relation : 
où {\displaystyle \mu } est le module de rigidité du milieu, {\displaystyle S} est la surface rompue durant le séisme et {\displaystyle \Delta u} est le déplacement moyen ayant eu lieu sur la faille. L'unité de mesure est donc le newton mètre (N m) dans le Système International. Souvent, principalement dans les pays anglophones, cette mesure est donnée en dyne centimètre (dyn cm) (1 N m = 107 dyn cm).
En 1977, Hiroo Kanamori établit la relation empirique entre magnitude {\displaystyle M_{w}} (sans dimension, la lettre W correspondant au travail d'une force, work en anglais) et moment sismique {\displaystyle M_{0}} (exprimé en N m) :{\displaystyle M_{w}={\frac {2}{3}}\log _{10}(M_{0})-6{,}07}Lorsque la magnitude du séisme est déduite du moment, on parle de magnitude de moment. Cette dernière magnitude est généralement utilisée pour les grands séismes, car l'échelle en question ne sature pas pour les tremblements de terre très puissants.